# Chiesa di Sant'Eleuterio (Foggia)
La chiesa di Sant'Eleuterio è stata una chiesa di Foggia.
La chiesa è stata citata in un documento del 22 ottobre 1174.
Ricitata in un altro documento del 1234, la chiesa non fu mai più citata, e non si hanno più notizie su di essa.